# 辛集运钞车抢劫杀人案
辛集运钞车抢劫杀人案是1997年1月10日上午，中國河北辛集農村合作基金會興華路營業點發生的一起持槍搶劫運鈔車案件，致一人死亡（何某梅，女性，时为辛集农民合作基金会工作人员，殁年30余岁），兩人受傷，79萬餘元現金被搶。嫌疑人在此之前还抢劫了一辆出租车。
此案一直悬而未破，直到23年后的2020年7月20日，辛集市公安局相繼抓獲犯罪嫌疑人劉某奎、赵智勇等4人。其中嫌疑人赵智勇（原名赵志勇）時為現役軍人，在探亲假期间作案，平时喜欢读书，特别是法律相关书籍，服役期间参加法学专业自学考试并获得本科学历，1998年退伍后进入法院工作，工作期间业绩优秀，多次获奖，并被作为典型宣传，2014年升任石家庄市裕华区人民法院执行局副局长，直至被捕。